# Laseno
Laseno – wieś w Słowenii, w gminie Kamnik. W 2018 roku liczyła 29 mieszkańców.